# Gläserne Manufaktur
Gläserne Manufaktur (z niem. Szklana Manufaktura) – fabryka koncernu Volkswagen AG w Dreźnie, gdzie odbywa się produkcja końcowa luksusowego Volkswagen Phaetona i w latach 2005–2006 Bentleya Continental Flying Spur. Dyrektorem zakładu jest Jürgen Borrmann. Znajduje się przy Lennéstraße 1.
Ze względu na lokalizację na obrzeżach barokowego parku Großer Garten budowa fabryki i jej umiejscowienie budziła kontrowersje oraz wywoływała protesty ekologów. Fabryka została zaprojektowana przez architektów z Monachium pod kierownictwem Guntera Henna. Budowa fabryki ruszyła w 1999 roku. W połowie roku wmurowano kamień węgielny pod budowę fabryki.
Otwarcie fabryki miało miejsce 11 grudnia 2001 roku. W jej wnętrzu znajduje się punkt gastronomiczny oraz sklep firmowy. W celu zmniejszenia obciążenia środowiska i zredukowania ruchu kołowego do fabryki część podzespołów dowożona jest specjalnymi tramwajami towarowymi (CarGoTram). Produkcja w fabryce odbywa się na kilku poziomach codziennie od godziny 6:00 do 23:00 (czyli na dwie zmiany, w piątek do 21:00). Dziennie montuje się ręcznie 48 pojazdów, a zatrudnienie kształtuje się na poziomie około 500 osób.
Foyer fabryki można wykorzystywane jest jako sala wystawowa i sala koncertowa. W październiku 2002 roku z powodu zalanej przez powódź opery w Dreźnie wystawiono w nim operę Carmen. Na zewnątrz fabryki odbywają się liczne koncerty, m.in. od 2005 roku coroczny Moritzburg Festival. W 2010 roku wystawiono na terenie fabryki przypowieść Ahab.
W 2005 roku rozpoczęto produkcję Bentleya Continental Flying Spur, ponieważ rosnącego popytu na auto nie była w stanie zaspokoić fabryka w Crewe.
W 2011 roku świętowano dziesięciolecie istnienia fabryki. Dokonano podsumowania w którym zamieszczono informację, że w ciągu 10 lat produkcji wyprodukowano ponad 60 tysięcy aut. Część linii produkcyjnej jest otwarta dla zwiedzających. Zwiedzający mogą zobaczyć produkcję auta z przewodnikiem w 10 językach w tym polskim. Od czasu otwarcia do 2011 roku manufakturę zwiedziło ponad milion gości z całego świata, w tym m.in. prezydent Richard von Weizsäcker, były rosyjski przywódca i laureat nagrody Nobla Michaił Gorbaczow oraz książę Albert z Monako.
18 marca 2016 roku zakończono w fabryce produkcję modelu Phaeton z powodu zbyt niskiego popytu. Po zakończeniu produkcji postanowiono, że manufaktura zostanie przebudowana, a pracownicy zatrudnieni w fabryce zostaną przeniesieni na czas przebudowy do fabryki w Zwickau. Fabrykę przemieniono w miejsce, w którym klienci Volkswagena mogli poznawać auta elektryczne oraz zagadnienia związane z cyfryzacją samochodów
Pod koniec 2016 roku ogłoszono, że w kwietniu 2017 roku w fabryce ruszy produkcja e-Golfa, a poza tym Drezno, obok Autostadt we Wolfsburgu stanie się miejscem, w którym klienci będą odbierali elektryczne i hybrydowe modele Volkswagena. 

## Modele produkowane w fabryce
- Volkswagen Phaeton (2002-2016)
- Bentley Continental Flying Spur (2005-2006)
- Volkswagen e-Golf (od kwietnia 2017)